# Ламарш, Нума
Нума Ламарш (фр. Numa Lamarche; р. 5 сентября 1847, Барр-де-Севенн — 25 декабря 1919, Негрепелисс) — французский реформатский пастор и историк религии.
Его главные сочинения: «Rapport sur la situation des églises reformées» (1880, в «Etrennes Chrétiennes») и «Histoire de la Reformation et des églises réformées» — руководство для религиозного образования молодежи. Опубликовал ряд других книг.

## Биография
Окончил с отличием лицей в Ниме, затем факультет протестантской теологии в Монтобане, где в июле 1869 защитил диссертацию бакалавра теологии, посвящённую рассмотрению гипотезы о втором пленении св. Павла в Риме . В 1870 стал викарием в Негрепелиссе, в 1872 назначен пастором в Роккурб, в 1873 становится пастором в Негрепелиссе. В 1875 вступает в брак. В 1879 становится председателем консистории.
В 1913—1919 был мэром Барр-де-Севенна.

## Труды
См. список трудов на Google.Books.
- «La 2de captivité de Paul à Rome» (1869)
- «La situation des églises réformées de France: Rapport» (1879)
- «Ce que pensait Jésus de la résurrection d’un mort» (1885)
- «Histoire de la réformation et des églises réformées» (1889, 1891, 1896, 1906)
- «Catholicisme ou protestantisme: Académicien et pasteur» (1896)
- «Histoire sommaire des trois premiers siècles de l'église chrétienne» (1897)
- «Le Problème de la prière» (1904), «Cours d’instruction religieuse chrétienne protestante» (1907)